# BAFTA (премия, 1992)
45-я церемония вручения наград премии BAFTA

1992 

Лондон, Англия
Лучший фильм: 

Группа «Коммитментс» 

The Commitments
Лучший неанглоязычный фильм: 

Дрянная девчонка 

Das schreckliche Mädchen
< 44-я Церемонии вручения 46-я >
45-я церемония вручения наград премии BAFTA, учреждённой Британской академией кино и телевизионных искусств, за заслуги в области кинематографа за 1991 год состоялась в Лондоне в 1992 году.

## Полный список победителей и номинантов
| Победители выделены отдельным цветом. |

### Основные категории
| Категории                         | Победитель и номинанты                                                            |
| --------------------------------- | --------------------------------------------------------------------------------- |
| Лучший фильм                      | • «Группа „Коммитментс“» — Роджер Рэндалл-Катлер, Линда Майлз, Алан Паркер        |
| Лучший фильм                      | • «Молчание ягнят» — Эдвард Саксон, Кеннет Утт, Рон Бозман, Джонатан Демми        |
| Лучший фильм                      | • «Танцы с волками» — Кевин Костнер, Джим Уилсон                                  |
| Лучший фильм                      | • «Тельма и Луиза» — Мими Полк, Ридли Скотт                                       |
| Лучший неанглоязычный фильм       | • «Дрянная девчонка» (режиссёр — Михаэль Верховен; страна — Германия)             |
| Лучший неанглоязычный фильм       | • «Муж парикмахерши» (режиссёр — Патрис Леконт; страна — Франция)                 |
| Лучший неанглоязычный фильм       | • «Сирано де Бержерак» (режиссёр — Жан-Поль Раппно; страна — Франция)             |
| Лучший неанглоязычный фильм       | • «Тото-герой» (режиссёр — Жако Ван Дормаль; страна — Бельгия, Германия, Франция) |
| Лучшая режиссёрская работа        | • Алан Паркер — «Группа „Коммитментс“»                                            |
| Лучшая режиссёрская работа        | • Ридли Скотт — «Тельма и Луиза»                                                  |
| Лучшая режиссёрская работа        | • Кевин Костнер — «Танцы с волками»                                               |
| Лучшая режиссёрская работа        | • Джонатан Демми — «Молчание ягнят»                                               |
| Лучшая мужская роль               | • Энтони Хопкинс — «Молчание ягнят»                                               |
| Лучшая мужская роль               | • Кевин Костнер — «Танцы с волками»                                               |
| Лучшая мужская роль               | • Алан Рикман — «Искренне, безумно, сильно»                                       |
| Лучшая мужская роль               | • Жерар Депардьё — «Сирано де Бержерак»                                           |
| Лучшая женская роль               | • Джоди Фостер — «Молчание ягнят»                                                 |
| Лучшая женская роль               | • Джина Дэвис — «Тельма и Луиза»                                                  |
| Лучшая женская роль               | • Сьюзан Сарандон — «Тельма и Луиза»                                              |
| Лучшая женская роль               | • Джульет Стивенсон — «Искренне, безумно, сильно»                                 |
| Лучшая мужская роль второго плана | • Алан Рикман — «Робин Гуд: Принц воров»                                          |
| Лучшая мужская роль второго плана | • Алан Бейтс — «Гамлет»                                                           |
| Лучшая мужская роль второго плана | • Эндрю Стронг — «Группа „Коммитментс“»                                           |
| Лучшая мужская роль второго плана | • Дерек Джекоби — «Умереть заново»                                                |
| Лучшая женская роль второго плана | • Кейт Неллиган — «Фрэнки и Джонни»                                               |
| Лучшая женская роль второго плана | • Аннетт Бенинг — «Кидалы»                                                        |
| Лучшая женская роль второго плана | • Аманда Пламмер — «Король-рыбак»                                                 |
| Лучшая женская роль второго плана | • Джули Уолтерс — «Сценический дебют»                                             |
| Лучший адаптированный сценарий    | • «Группа „Коммитментс“» — Родди Дойл, Иэн Ла Френас, Дик Клемент                 |
| Лучший адаптированный сценарий    | • «Танцы с волками» — Майкл Блейк                                                 |
| Лучший адаптированный сценарий    | • «Молчание ягнят» — Тед Толли                                                    |
| Лучший адаптированный сценарий    | • «Сирано де Бержерак» — Жан-Поль Раппно, Жан-Клод Каррьер                        |
| Лучший оригинальный сценарий      | • «Искренне, безумно, сильно» — Энтони Мингелла                                   |
| Лучший оригинальный сценарий      | • «Король-рыбак» — Ричард Лагравенезе                                             |
| Лучший оригинальный сценарий      | • «Тельма и Луиза» — Кэлли Хоури                                                  |
| Лучший оригинальный сценарий      | • «Вид на жительство» — Питер Уир                                                 |

### Другие категории
| Категории                                                          | Победитель и номинанты                                                                       |
| ------------------------------------------------------------------ | -------------------------------------------------------------------------------------------- |
| Лучшая музыка к фильму                                             | • «Сирано де Бержерак» — Жан-Клод Пети                                                       |
| Лучшая музыка к фильму                                             | • «Молчание ягнят» — Говард Шор                                                              |
| Лучшая музыка к фильму                                             | • «Тельма и Луиза» — Ханс Циммер                                                             |
| Лучшая музыка к фильму                                             | • «Танцы с волками» — Джон Барри                                                             |
| Лучшая операторская работа                                         | • «Сирано де Бержерак» — Пьер Ломм                                                           |
| Лучшая операторская работа                                         | • «Молчание ягнят» — Так Фуджимото                                                           |
| Лучшая операторская работа                                         | • «Тельма и Луиза» — Эдриан Биддл                                                            |
| Лучшая операторская работа                                         | • «Танцы с волками» — Дин Семлер                                                             |
| Лучший грим                                                        | • «Сирано де Бержерак» — Жан-Пьер Ишен, Мишель Бёрк                                          |
| Лучший грим                                                        | • «Танцы с волками» — Франсиско Перес                                                        |
| Лучший грим                                                        | • «Эдвард Руки-ножницы» — Ве Нилл                                                            |
| Лучший грим                                                        | • «Семейка Аддамс» — Ферн Бушнер, Кэтрин Джеймс, Кевин Хэни                                  |
| Лучший дизайн костюмов                                             | • «Сирано де Бержерак» — Франка Скварчиапино                                                 |
| Лучший дизайн костюмов                                             | • «Вальмон» — Теодор Пиштек                                                                  |
| Лучший дизайн костюмов                                             | • «Эдвард Руки-ножницы» — Коллин Этвуд                                                       |
| Лучший дизайн костюмов                                             | • «Робин Гуд: Принц воров» — Джон Блумфилд                                                   |
| Лучшая работа художника-постановщика                               | • «Эдвард Руки-ножницы» — Бо Уэлч                                                            |
| Лучшая работа художника-постановщика                               | • «Сирано де Бержерак» — Эзио Фрижерио                                                       |
| Лучшая работа художника-постановщика                               | • «Семейка Аддамс» — Ричард Макдоналд                                                        |
| Лучшая работа художника-постановщика                               | • «Терминатор 2: Судный день» — Джозеф Немек III                                             |
| Лучший монтаж                                                      | • «Группа „Коммитментс“» — Джерри Хэмблинг                                                   |
| Лучший монтаж                                                      | • «Танцы с волками» — Нил Трэвис                                                             |
| Лучший монтаж                                                      | • «Тельма и Луиза» — Том Ноубл                                                               |
| Лучший монтаж                                                      | • «Молчание ягнят» — Крэйг МакКей                                                            |
| Лучший звук                                                        | • «Терминатор 2: Судный день» — Ли Орлофф, Гэри Райдстром, Том Джонсон, Гэри Саммерс         |
| Лучший звук                                                        | • «Группа „Коммитментс“» — Клайв Уинтер, Эдди Джозеф, Энди Нельсон, Том Перри, Стив Педерсон |
| Лучший звук                                                        | • «Молчание ягнят» — Скип Ливси, Кристофер Ньюман, Том Флайшман                              |
| Лучший звук                                                        | • «Танцы с волками» — Джеффри Перкинс, Билл Бентон, Грегори Уоткинс, Рассел Уильямс III      |
| Лучшие визуальные эффекты                                          | • «Терминатор 2: Судный день» — Стэн Уинстон, Деннис Мьюрен, Джин Уоррен мл., Роберт Скотак  |
| Лучшие визуальные эффекты                                          | • «Эдвард Руки-ножницы» — Стэн Уинстон                                                       |
| Лучшие визуальные эффекты                                          | • «Огненный вихрь» — Аллен Холл, Скотт Фаррар, Клэй Пинни, Микаэль Саломон                   |
| Лучшие визуальные эффекты                                          | • «Книги Просперо» — Франс Вамелинк, Ив Рамбоз, Масао Ямагуччи                               |
| Лучший анимационный короткометражный фильм                         | • Balloon — Кен Лидстер                                                                      |
| Лучший анимационный короткометражный фильм                         | • Adam — Крис Молл, Питер Лорд                                                               |
| Лучший анимационный короткометражный фильм                         | • Touch — Дебра Смит                                                                         |
| Лучший анимационный короткометражный фильм                         | • Anamorphosis — Кит Гриффитс, Стивен Квэй, Тимоти Квэй                                      |
| Лучший короткометражный фильм                                      | • Harmfulness of Tobacco — Барри Пэйлин, Ник Хэмм                                            |
| Лучший короткометражный фильм                                      | • Breath of Life — Навин Тапар                                                               |
| Лучший короткометражный фильм                                      | • Trauma — Герхард Йоханнес Рекел                                                            |
| Лучший короткометражный фильм                                      | • Man Descending — Нил Грив, Рэй Лоренс                                                      |
| Michael Balcon Award за вклад в развитие британского кинематографа | • Дерек Джармен — режиссёр, сценарист                                                        |
| BAFTA Academy Fellowship Award                                     | • Джон Гилгуд — актёр, певец                                                                 |
| BAFTA Academy Fellowship Award                                     | • Дэвид Плаурайт — продюсер                                                                  |